# MLB 1905
Die MLB-Saison 1905 war die vierte Saison der modernen Ära der Major League Baseball (MLB) und die zweite Saison, in der die moderne World Series, bei der die Sieger der American League (AL) und National League (NL) aufeinandertreffen, ausgespielt wurde.
Die New York Giants gewannen zum zweiten Mal in Folge den Titel in der National League und konnten in der Folge auch in der World Series 1905 gegen den Titelträger der American League, die Philadelphia Athletics, gewinnen. Für die Athletics war es zweite Erfolg in der American League nach 1902.

## Ergebnis zum Saisonende
| Pos | Franchise              | W  | L  | %      | GB  |
| --- | ---------------------- | -- | -- | ------ | --- |
| 1   | Philadelphia Athletics | 92 | 56 | 62,2 % | –   |
| 2   | Chicago White Sox      | 92 | 60 | 60,5 % | 02  |
| 3   | Detroit Tigers         | 79 | 74 | 51,6 % | 15½ |
| 4   | Boston Americans       | 78 | 74 | 51,3 % | 16  |
| 5   | Cleveland Naps         | 76 | 78 | 49,4 % | 19  |
| 6   | New York Highlanders   | 71 | 78 | 47,7 % | 21½ |
| 7   | Washington Senators    | 64 | 87 | 42,4 % | 32  |
| 8   | St. Louis Browns       | 54 | 99 | 35,3   | 40½ |

| Pos | Franchise             | W   | L   | %      | GB  |
| --- | --------------------- | --- | --- | ------ | --- |
| 1   | New York Giants       | 105 | 48  | 68,6 % | –   |
| 2   | Pittsburgh Pirates    | 96  | 57  | 62,7 % | 09  |
| 3   | Chicago Cubs          | 92  | 61  | 60,1 % | 13  |
| 4   | Philadelphia Phillies | 83  | 69  | 54,6 % | 21½ |
| 5   | Cincinnati Reds       | 79  | 74  | 51,6 % | 26  |
| 6   | St. Louis Cardinals   | 58  | 96  | 37,7 % | 47½ |
| 7   | Boston Beaneaters     | 51  | 103 | 33,1 % | 54½ |
| 8   | Brooklyn Superbas     | 48  | 104 | 31,4 % | 56½ |

W = Wins (Siege), L = Losses (Niederlagen), % = Winning Percentage, GB = Games Behind (Rückstand auf Führenden: Zahl der notwendigen Niederlagen des Führenden bei gleichzeitigem eigenen Sieg) 

## Spielerstatistik

### Hitting

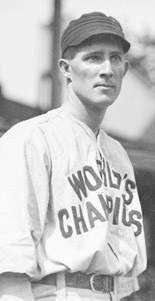
Cy Seymour von den Cincinnati Reds erreichte 1905 ligaübergreifend den besten Schlagdurchschnitt

| American League | American League | American League | American League | National League | National League          | National League | National League |
| Stat            | Spieler         | Team            | Total           | Stat            | Spieler                  | Team            | Total           |
| --------------- | --------------- | --------------- | --------------- | --------------- | ------------------------ | --------------- | --------------- |
| AVG             | Elmer Flick     | CLE             | .308            | AVG             | Cy Seymour               | CIN             | .377            |
| HR              | Harry Davis     | PHA             | 8               | HR              | Fred Odwell              | CIN             | 9               |
| RBI             | Harry Davis     | PHA             | 83              | RBI             | Cy Seymour               | CIN             | 121             |
| R               | Harry Davis     | PHA             | 93              | R               | Mike Donlin              | NYG             | 124             |
| H               | George Stone    | SLB             | 187             | H               | Cy Seymour               | CIN             | 219             |
| SB              | Danny Hoffman   | PHA             | 46              | SB              | Billy Maloney Art Devlin | CHC NYG         | 59              |

### Pitching
| American League | American League | American League | American League | National League | National League   | National League | National League |
| Stat            | Spieler         | Team            | Total           | Stat            | Spieler           | Team            | Total           |
| --------------- | --------------- | --------------- | --------------- | --------------- | ----------------- | --------------- | --------------- |
| W               | Rube Waddell    | PHA             | 27              | W               | Christy Mathewson | NYG             | 31              |
| W-L %           | Rube Waddell    | PHA             | 73,0 %          | W-L %           | Sam Leever        | PIT             | 80,0 %          |
| ERA             | Rube Waddell    | PHA             | 1,48            | ERA             | Christy Mathewson | NYG             | 1,28            |
| K               | Rube Waddell    | PHA             | 287             | K               | Christy Mathewson | NYG             | 206             |
| IP              | George Mullin   | DET             | 347,2           | IP              | Irv Young         | BSN             | 378,0           |

## World Series

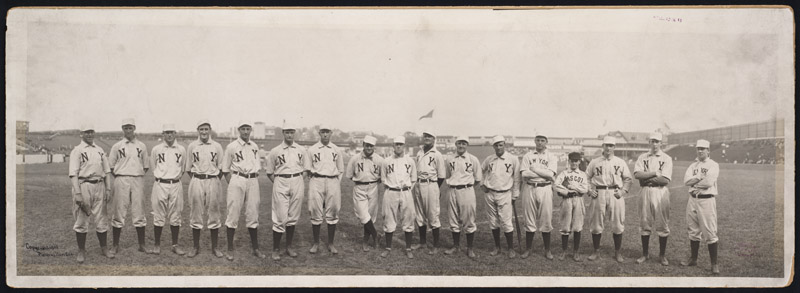
Die New York Giants im Polo Ground vor einem der World Series Spiele 1905

| Spiel                | Datum            | Gast         | Score | Heim         | Score | Serienstand (NYG-PHA) | Ballpark           | Zuschauer |
| -------------------- | ---------------- | ------------ | ----- | ------------ | ----- | --------------------- | ------------------ | --------- |
| 1                    | 09. Oktober 1905 | New York     | 3     | Philadelphia | 0     | 1-0                   | Columbia Park      | 17.955    |
| 2                    | 10. Oktober 1905 | Philadelphia | 3     | New York     | 0     | 1-1                   | Polo Grounds (III) | 24.992    |
| 3                    | 12. Oktober 1905 | New York     | 9     | Philadelphia | 0     | 2-1                   | Columbia Park      | 10.991    |
| 4                    | 13. Oktober 1905 | Philadelphia | 0     | New York     | 1     | 3-1                   | Polo Grounds (III) | 13.598    |
| 5                    | 14. Oktober 1905 | Philadelphia | 0     | New York     | 2     | 4-1                   | Polo Grounds (III) | 24.187    |
| New York gewinnt 4-1 |                  |              |       |              |       |                       |                    |           |